# Timbé do Sul
Timbé do Sul is een gemeente in de Braziliaanse deelstaat Santa Catarina. De gemeente telt 5.260 inwoners (schatting 2009).

## Aangrenzende gemeenten
De gemeente grenst aan Jacinto Machado, Morro Grande, Turvo, Cambará do Sul (RS) en São José dos Ausentes (RS).